# 내서초등학교
내서초등학교는 대한민국 경상남도 창원시 마산회원구 두척동에 있는 공립 초등학교이다.

## 학교 연혁
- 1923년 11월 1일 내서공립보통학교 개교(설립인가 6월 21일)
- 1938년 4월 1일 내서공립심상소학교로 개칭[1]
- 1941년 4월 1일 내서공립국민학교로 개칭[2]
- 1971년 10월 7일 교가 제정(정해수 작사, 양진모 작곡)
- 1973년 7월 1일 마산시로 편입[3]
- 1983년 9월 1일 북성국민학교(11학급) 분리
- 1996년 3월 1일 내서초등학교로 개칭[4]
- 1997년 4월 22일 서편 별관 급식소 준공
- 2007년 3월 1일 방송시설 현대화, 도서관(마재관) 개관, 학교 담장 없애기 녹지조성 완공
- 2016년 2월 16일 제90회 졸업(17명 졸업, 졸업생 총수: 8367명)
- 2017년 2월 17일 제91회 졸업(12명 졸업, 졸업생 총수: 8379명)
- 2018년 2월 13일 제92회 졸업(10명 졸업, 졸업생 총수: 8389명)
- 2018년 3월 1일 36대 김미숙 교장 부임
- 2019년 2월 15일 제93회 졸업(10명 졸업, 졸업생 총수: 8399명)
- 2020년 2월 14일 제94회 졸업(13명 졸업, 졸업생 총수: 8413명)

## 학교 상징
- 교화 - 장미 : ▶꽃은 아름답고 독특한 향기를 지님 ▶상냥하고 정의감이 강한 어린이를 상징 ☆ 연중 꽃이 피며 우리 고장에서 많이 재배함 ▶학교의 무궁한 번영을 상징함
- 교목 - 푸조나무 : 느티나무나 소나무처럼 어디서나 볼 수 있는 친근한 나무이며 산기슭이나 계곡주변과 같은 환경이 오염되지 않은 곳에서 잘 자라는 남부지방의 대표적 정자나무(그늘나무)이다. 우리학교의 푸조나무는 높이 약 10m, 나무둥치 지름 약 1m, 수관길이(나무 폭) 18m로, 여름철에는 한 두반이 야외 학습을 할 수 있는 아주 오래된 큰 나무이다. 그 늠름한 줄기와 넉넉한 품은 우리 내서 어린이들의 씩씩함과 기상을 대변하는 우리학교의 상징이다.

## 참고 자료
- 내서초등학교 - 한국교육학술정보원 학교알리미